# アンドレア・ドウォーキン

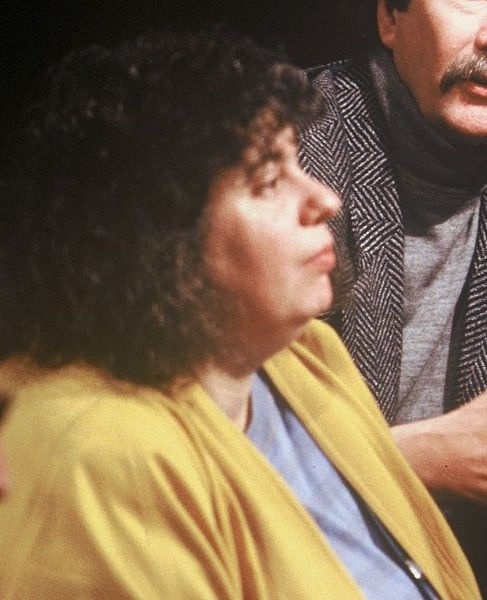
イギリスのテレビ討論番組に出演するアンドレア・ドウォーキン（1988年）

アンドレア・リタ・ドウォーキン（Andrea Rita Dworkin、1946年9月26日 - 2005年4月9日）は、アメリカ合衆国の哲学者、活動家、作家、ラディカル・フェミニスト。ニュージャージー州カムデン生まれ。ユダヤ系。

## 経歴と思想
1960年代から平和運動やアナーキズムに関わるが、左翼の中にもひそむ女性への暴力に気づく。オランダに渡り、結婚生活を送るが、「夫からの暴力を受け」、1970年代初頭よりラディカル・フェミニストとして活発に活動するようになる。ポルノや売春の暴力性を訴え、キャサリン・マッキノンとともに反ポルノグラフィ運動やデモを行った。文芸批評においても、男性作家達がレイプや性暴力をエロティックに肯定していると糾弾した。彼女の思想は、「合意の上で行われた結婚もレイプと同じ」であり、「ポルノは撲滅されるべきもの」というものであった。自身の思想を実現するためには、表現規制や抗議行動も当たり前と捉えていた。
ラディカル・フェミニズムを象徴する人物であるが、その急進的な主張には反フェミニズムのみならずリベラル・フェミニズムからも批判を受けている。その一方で共感や支持も少なくないのも確かである。
極端な肥満体のため、晩年は変形性膝関節症や血栓などの病気に悩まされ、2005年にワシントンD.C.の自宅で睡眠中に心筋炎により死去した。58歳。
ドウォーキンは著書『ポルノグラフィ―女を所有する男達』(ISBN 9784791751280)で、以下のように書いている。
結婚とはレイプを正当化する制度。レイプは本来、婦女を無理矢理連れ去るという意味だが、連れ去って捕虜にすると結婚になる。結婚とは捕虜である状態の拡大延長。略奪者による使用のみならず所有を意味する。
家族という孤立した小単位に分断されることにより、人々は共通利益のために一致団結して闘うことができなくなった。
ドウォーキンにとって制度は、それが宗教的なものであれ慣習であれ法律であれ、女に対する男の優位を創りだして持続させるものとしての性交に、貢献している。性交は「プライヴェート」なものではない（『インターコース 性的行為の政治学』、第8章「法律」）。「プライヴァシー」は国家の規制を被らない自由の領域であるが、女にとってはしばしば独房、ゲットーになる。
ドウォーキンによれば、身体の接触を伴わない「強姦」がある。ポルノグラフィの撮影のさい、被写体の女が使用されたとき、それは「第1の強姦」である。「第2の強姦」は、その写真を見る人がそれを消費することである（『ポルノグラフィー女を所有する男たち』、第5章「力の行使」）。ここでドウォーキンが言及している写真は、2人の女が写ったものと女の恥部がクローズアップされたものである。
また、ドイツ版『プレイボーイ』からアメリカ版に再掲載された、レーザー照明が使用されているという別の或る写真に至っては、「魔女は火あぶりにされた。ユダヤ人は焼却された。レーザーは焼く。ユダヤ人であり女である『プレイボーイ』のモデルは、捕らわれ、縛られ、焼かれる危機にさらされている」と、ドウォーキンは言う。このモデルがユダヤ人「である」という表現が隠喩であるのか否かは判然としない。

## 批判
フランスのフェミニストであるエリザベット・バダンテールは、ラディカルフェミニズムを批判する本である『迷走フェミニズム これでいいのか男と女』で、ドウォーキンを批判している。ドウォーキンとキャサリン・マッキノンの言う「男性支配」というコンセプトは、女性の抑圧の根源は男性性や男性のセクシュアリティであるという論理をもたらす。このコンセプトは、現実の複雑さや歴史性、男女関係の変化について考えるのを回避することに役立っている。バダンテールは、女性というジェンダーを「犠牲者化」するきらいのある保守的なラディカル・フェミニズムを批判し、とくにドウォーキンとキャサリン・マッキノンに対しては、「極端すぎて女性を笑いものにする」と強く反対している。
バダンテールはまた、ドウォーキン『ポルノグラフィ 女を所有する男たち』の第2章「大人の男と男の子」の最終段落を引用し、ドウォーキンの結論を「強姦は異性愛の枠組みの一部だ」という主張であると見なしている。
イヴ・セジウィックは『男同士の絆 イギリス文学とホモソーシャルな欲望』の序章でラディカル・フェミニズムに言及し、その代表格の一人にドウォーキンを挙げ、「ラディカルフェミニズムは、ジェンダーやセクシュアリティの意味がこれまで著しく変化してきたことを、暗にであれ露骨にであれ、否定しがちだ。（中略）重大な変化をもたらす要因を徹底的に単純化してしまうかもしれない」と言及している。

## 著作

### ノンフィクション
- Heartbreak: The Political Memoir of a Feminist Militant (2002) ISBN 0-465-01754-1
  - 日本版は「ドウォーキン自伝」（2003年、青弓社）。
- Scapegoat: The Jews, Israel, and Women's Liberation (2000) ISBN 0-684-83612-2
- Life and Death: Unapologetic Writings on the Continuing War Against Women (1997) ISBN 0-684-83512-6
  - 日本版は「女たちの生と死」（1998年、青弓社）。
- In Harm's Way: The Pornography Civil Rights Hearings (with Catharine MacKinnon, 1997) ISBN 0-674-44579-1
  - 日本版は「ポルノグラフィと性差別」（キャサリン・マッキノン共著、2002年、青木書店）。
- Right-Wing Women: The Politics of Domesticated Females (1991) ISBN 0-399-50671-3
- Letters from a War Zone: Writings (1988) ISBN 1-55652-185-5 ISBN 0-525-24824-2 ISBN 0-436-13962-6
- Pornography and Civil Rights: A New Day for Women's Equality (1988) ISBN 0-9621849-0-X
- Intercourse (1987) ISBN 0-684-83239-9
  - 日本版は「インターコース―性的行為の政治学」（1998年、青弓社）。
- Pornography—Men Possessing Women (1981) ISBN 0-399-50532-6 (summary Craft page)
  - 日本版は「ポルノグラフィ―女を所有する男たち」（1998年、青弓社）
- Our Blood: Prophesies and Discourses on Sexual Politics (1976) ISBN 0-399-50575-X ISBN 0-06-011116-X
- Woman Hating: A Radical Look at Sexuality (Dutton, 1974) ISBN 0-452-26827-3 ISBN 0-525-48397-7

### フィクション
- Mercy (1990, ISBN 0-941423-88-3)
  - 日本版は「贖い」（1993年、青弓社）。
- Ice and Fire (1986, ISBN 0-436-13960-X)
- The New Woman's Broken Heart: Short Stories (1980, ISBN 0-9603628-0-0)
- Morning Hair (self-published, 1968)
- Child (1966) (Heraklion, Crete, 1966)

### 連載記事
- ASIN B0006XEJCG (1977) Marx and Gandhi were liberals: Feminism and the "radical" left
- ASIN B0006XX57G (1978) Why so-called radical men love and need pornography
- ASIN B00073AVJA (1985) Against the male flood: Censorship, pornography and equality
- ASIN B000711OSO (1985) The reasons why: Essays on the new civil rights law recognizing pornography as sex discrimination
- ASIN B00071HFYG (1986) Pornography is a civil rights issue for women
- ASIN B0008DT8DE (1996) A good rape. (Book Review)
- ASIN B0008E679Q (1996) Out of the closet.(Normal: Transsexual CEOs, Cross-Dressing Cops and Hermaphrodites with Attitude)(Book Review)
- ASIN B0008IYNJS (1996) The day I was drugged and raped

### インタビュー等
- Why Men Like Pornography & Prostitution So Much Andrea Dworkin Keynote Speech at International Trafficking Conference, 1989. (Audio File: 22 min, 128 kbit/s, mp3)
- Andrea Dworkin's Attorney General's Commission Testimony on Pornography and Prostitution
- Violence, Abuse &Women's Citizenship Brighton, UK 1996年11月10日
- "Freedom Now: Ending Violence Against Women"
- "Speech from Duke University, January, 1985"
- Taped Phone Interview Andrea Dworkin interviewed by Nikki Craft on Allen Ginsberg, 1990年5月9日. (Audio File, 20 min, 128 kbit/s, mp3)

### レビュー
- Ice and Fire by Andrea Dworkin; Intercourse by Andrea Dworkin. "Male and Female, Men and Women". Reviewed by Carol Sternhell for the New York Times (1987年5月3日).
- Intercourse by Andrea Dworkin; Feminism Unmodified by Catharine MacKinnon. "Porn in the U.S.A., Part I". Reviewed by Maureen Mullarkey for The Nation (1987年5月30日):
- Tenth Anniversary Edition (1997), Intercourse by Andrea Dworkin. Reviewed by Giney Villar for Women in Action (3:1998).
- Pornography: Men Possessing Women. "Unburning a Witch: Re-Reading Andrea Dworkin". Reviewed by Jed Brandt for the NYC Indypendent (2005年2月7日).